# Moździerz Ordnance SBML 2 in
Ordnance SBML 2-inch mortar (ang. smoothbore muzzle-loaded: gładkolufowy, odprzodowy) – podstawowy brytyjski moździerz piechoty z czasów II wojny światowej. 
W 1937 armia brytyjska analizowała dostępne na rynku lekkie moździerze; broń hiszpańskiej firmy "Esperanza"  posłużyła jako podstawa do zbudowania prototypu nowego moździerza, który już w 1938 został wprowadzony do produkcji seryjnej i w chwili wybuchu II wojny światowej Brytyjczycy mieli ich już ok. 500 na wyposażeniu. Do końca wojny były bronią wsparcia plutonów piechoty i pozostał na wyposażeniu do lat 1970.
Moździerz miał bardzo prostą konstrukcję, składającą się z gładkiej lufy i płyty oporowej (w pierwotnych wersjach dużej, potem zredukowanej do niewielkiej stopy, w kształcie łopatki). Broń pozbawiona była trójnoga, strzelec podtrzymywał lufę ręką. W ramach upraszczania konstrukcji zlikwidowano też celownik z poziomicą i celowanie odbywało się przez nakierowanie na cel białej linii namalowanej na lufie, a następnie znalezieniu właściwego kąta podniesienia przez wstrzelanie się w cel. Maksymalne uproszczenie konstrukcji odróżniało lekką (4,65 kg) brytyjską broń od nazbyt skomplikowanego (i dużo cięższego, ponad 14 kg) odpowiednika niemieckiego (l.Gr.W.36).
Moździerz wystrzeliwał ważący nieco ponad kilogram granat burzący na maksymalną odległość ok. 450 m.

## Wersje[1]
- Mk I - z 1918 r., wycofana w 1919
- Mk II i Mk II*** - model z 1938, z dużą płytą oporową i jego wersja rozwojowa
- Mk II* i Mk II** - wersje powyższego, przeznaczone dla transporterów Universal Carrier
- Mk III - używana jako miotacz granatów dymnych na czołgach
- Mk IV - krótkoseryjna wersja rozwojowa
- Mk V i Mk VI -  nie produkowane
- Mk VII - wersja dla Carrierów
- Mk VII* - krótkolufowa wersja dla oddziałów powietrznodesantowych, z niewielką stopą w miejsce płyty oporowej
- Mk VII** - lufa zwykłej długości, wersja ze małą stopą, dla piechoty
- Mk VII* - jak wyżej, nie mylić z wersją dla spadochroniarzy
- Mk VIIA - wersja dla Armii Indyjskiej
- Mk VIII - wersja dla oddziałów powietrznodesantowych

## Amunicja
| Nazwa pocisku  | typ                             | kolor                            | waga     |
| -------------- | ------------------------------- | -------------------------------- | -------- |
| HE             | Burzący                         | ciemnooliwkowy z czerwonym pasem | 1,01 kg  |
| WP             | Dymny, z białym fosforem        | ciemnozielony                    | 1,01 kg  |
| FM             | Dymny, z czterochlorkiem tytanu | ciemnozielony                    | 0,9 kg   |
| oświetlający   |                                 | ciemny khaki                     | 0,454 kg |
| sygnalizacyjny | wielogwiazdowy                  | jasnoszary                       | 0,454 kg |